# Сан Луис (Куба)
Сан Луис (шп. San Luis) је град на Куби у покрајини Сантијаго де Куба. Према процени из 2011. у граду је живело 51.406 становника.

## Становништво
Према процени, у граду је 2011. живело 51.406 становника.
| 1991.  | 2011.  |
| ------ | ------ |
| 45.132 | 51.406 |